# Tiiamari Sievänen
Tiiamari Sievänen est une joueuse finlandaise de volley-ball née le 19 juillet 1994. Elle mesure 1,68 m et joue au poste de libero. 

## Clubs
| Club                  | De        | À         |
| --------------------- | --------- | --------- |
| Varalan Urheiluopisto | 2008-2009 | 2010-2011 |
| HPK Naiset            | 2011-2012 | 2012-2013 |
| LP Kangasala          | 2013-2014 | 2016-2017 |
| VBC Voléro Zurich     | 2017-2018 | 2017-2018 |
| LP Kangasala          | 2018-2019 | …         |

## Palmarès
- Championnat de Suisse
  - Vainqueur : 2018.
- Coupe de Suisse
  - Vainqueur : 2018.
- Supercoupe de Suisse
  - Vainqueur : 2017.
- Championnat de Finlande
  - Finaliste : 2012, 2015.
- Coupe de Finlande
  - Finaliste : 2015.